# الحب العظيم (فلم 1918)
الحب العظيم (بالإنجليزية: The Great Love) هو فيلم أبيض وأسود درامي حربي أمريكي صامت إنتاج عام 1918 أخرجه وكتبه دي دبليو غريفيث الذي قام مع كاتب السيناريو ستانر إي. تايلور ، يُنسب إليه لقب "الكابتن فيكتور ماريير". الفيلم من بطولة جورج فوسيت وممثلة ليليان غيش. تم تعيين المشاهد الخارجية خلال الحرب العالمية الأولى في موقع في إنجلترا. يعتبر فيلم الحب العظيم الآن فيلمًا ضائعًا.
يحتوي هذا الفيلم على لقطات للعديد من الشخصيات البارزة في المجتمع والبريطانيين المؤثرين الذين يساعدون في المجهود الحربي ، بما في ذلك الملكة ألكسندرا، أرملة الملك إدوارد السابع، والسير فريدريك تريفز ، الطبيب الذي كان يعرف سابقًا جوزيف ميريك الملقب "الرجل الفيل". كما تضمن الفيلم لقطات من غارة زبلن الجوية على لندن والتي التقطها جي دبليو بيتزر.

## ملخص الغيلم
يقرأ شاب أمريكي جيم يونغ من يونغستاون، بنسلفانيا ، فظائع القوات الألمانية خلال الحرب العالمية الأولى ، يتوق لمحاربة الألمان ولا يريد الانتظار حتى تنضم الولايات المتحدة إلى الحرب ويقرر الانضمام إلى الجيش البريطاني، ويسافر إلى كندا وينضم إلى الجيش وأصبح رائدًا للقوات التي ستغادر لاحقًا إلى ساحات القتال في أوروبا. تم إرساله للتدريب إلى إنجلترا ، ثم إلى الجبهة في فرنسا ، حيث أصيب. عاد إلى إنجلترا للتعافي من جراحه ، ويقع في حب ابنة وزير أسترالي.

## فريق التمثيل
- جورج فوسيت في دور القس جوزيفوس برودبلينز
- ليليان غيش في دور سوزي برودبلينز
- روبرت هارون في دور جيم يونغ
- جلوريا هوب في دور جيسي لوفويل
- جورج سيجمان في دور السيد سيمور
- ماكسفيلد ستانلي في دور جون برودبلينز
- روزماري طيبة في دور الآنسة كورينتي
- هنري ب. والثال في دور السير روجر برايتون

## روابط خارجية
- الحب العظيم  في قاعدة بيانات الأفلام على الإنترنت (بالإنجليزية)
- الحب العظيم على موقع أول موفي.